# Свети Примож над Муто
Свети Примож над Муто (на словенски: Sveti Primož nad Muto) е село в Словения, Корошки регион, община Мута. Според Националната статистическа служба на Република Словения през 2015 г. селото има 294 жители.